# Anna Catharina van Brandenburg
Anna Catharina van Brandenburg (Halle, 26 juli 1575 - Kopenhagen, 29 maart 1612) was van 1597 tot 1612 koningin van Denemarken en Noorwegen. Ze behoorde tot het huis Hohenzollern.

## Levensloop
Anna Catharina was de oudste dochter van keurvorst Joachim Frederik van Brandenburg en diens eerste echtgenote Catharina van Brandenburg-Küstrin, dochter van markgraaf Johan van Brandenburg-Küstrin.
Op 29 augustus 1596 woonde zij samen met haar familie deel aan de kroningsplechtigheid van koning Christiaan IV van Denemarken (1577-1648). Christiaan besliste om met Anna Catharina te huwen en stuurde een afvaardiging naar haar vader om haar hand te vragen. Op 27 november 1597 vond het huwelijk plaats in Hadersleben. Op 12 juli 1598 werd Anna Catharina vervolgens in de Onze-Lieve-Vrouwekerk in Kopenhagen gekroond tot koningin van Denemarken en Noorwegen. Als koningin had zij weinig tot geen politieke invloed en bleef ze op de achtergrond.
Nog tijdens haar leven begon haar echtgenoot een buitenechtelijke relatie met Kirsten Matsdatter, de dochter van de burgemeester van Kopenhagen. In maart 1612 stierf Anna Catharina op 36-jarige leeftijd, waarna ze bijgezet werd in de Kathedraal van Roskilde.

## Nakomelingen
Anna Catharina en Christiaan IV kregen zes kinderen:
- Frederik (1599)
- Christiaan (1603-1647), kroonprins van Denemarken
- Sophia (1605)
- Elisabeth (1606-1608)
- Frederik III (1609-1670), koning van Denemarken
- Ulrich (1611-1633), bisschop van Schwerin

- Gemeinsame Normdatei: 121428370
- Nederlandse Thesaurus van Auteursnamen: 318000814
- Virtual International Authority File: 47618190
- WorldCat: E39PBJfGRmHWy89KtXtrCypHG3